# 胡衡庐
胡衡庐（1972年4月—），男，汉族，湖南湘潭人，中华人民共和国政治人物。现任全国政协党组成员、办公厅研究室主任。第十四届全国政协委员、副秘书长。